# L'Archiduc

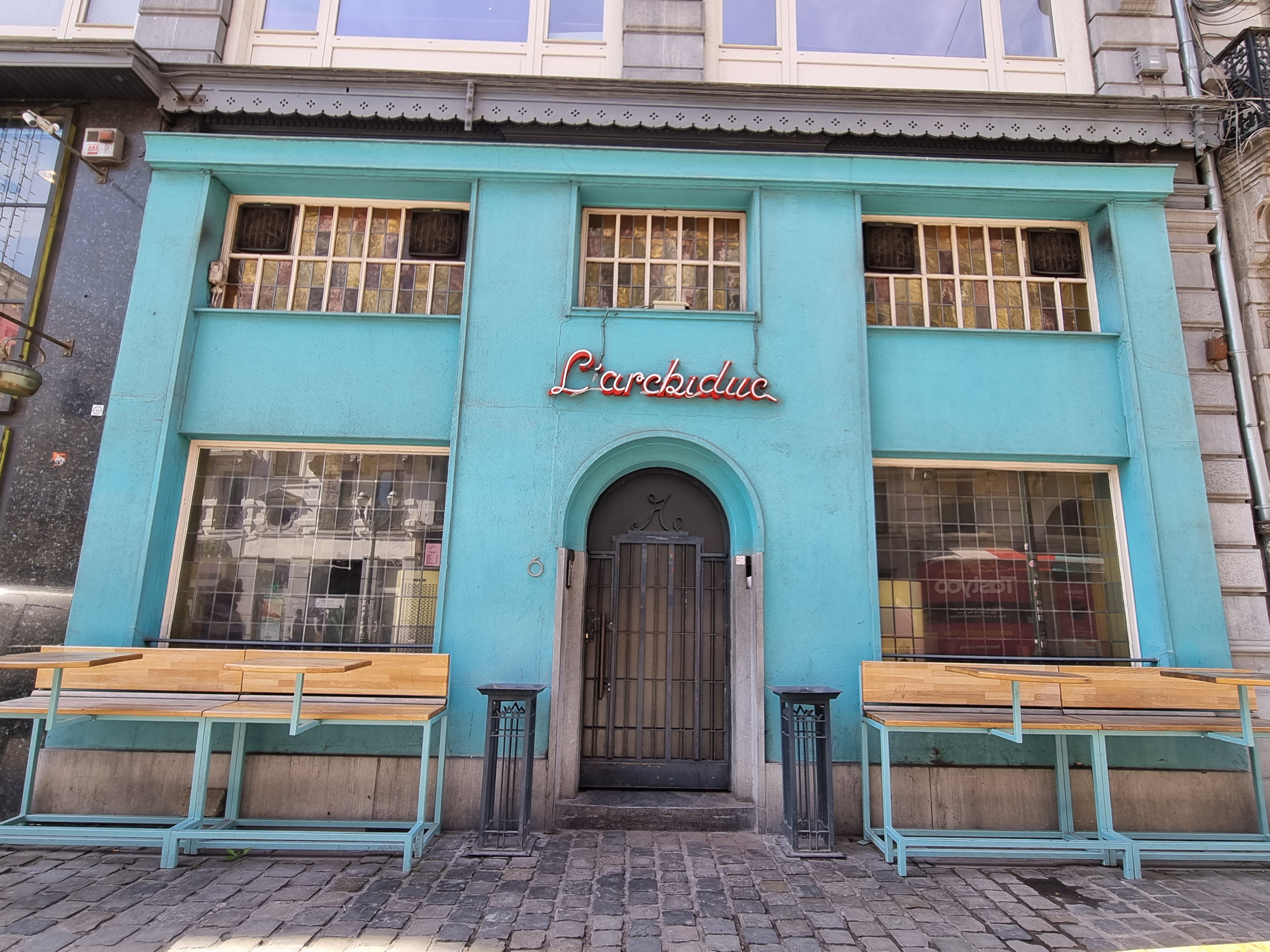
De voorgevel van L'Archiduc

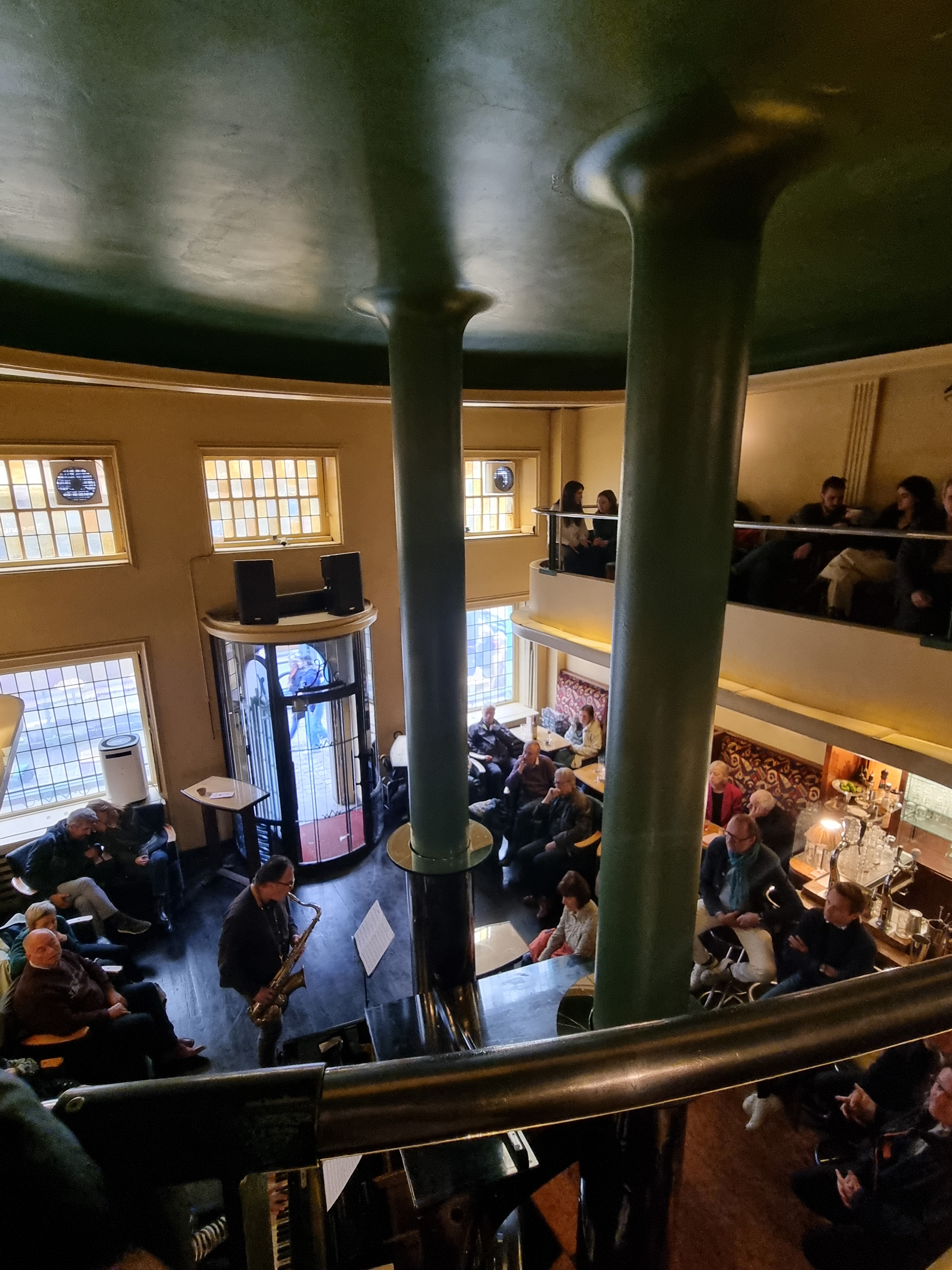
Het interieur van de bar

L'Archiduc is een jazzbar gelegen in de Dansaertstraat nummer 6 in het centrum van Brussel in de buurt van de beurs.

## Ontstaan
L'Archiduc werd geopend in 1937 door een zekere Madame Alice. In die tijd was het een ontmoetingsplek met de nodige discretie. Velen kwamen er naartoe met buitenechtelijk gezelschap, waardoor er uit die tijd geen foto's te vinden zijn om de privacy van de klanten niet te schenden. Ze werden afgeschermd van de nieuwsgierige ogen van de buitenwereld door middel van hoog afgesloten zitplaatsen en een gedimde verlichting.
Toen was het ook verplicht om aan te bellen; de Dansaertwijk was toen nog niet de buurt die het nu is. Niet iedereen werd automatisch binnengelaten. Het systeem is nog steeds behouden, maar de deur gaat automatisch open bij het aanbellen. In 1953 liet Madame Alice haar zaak over aan Stan Brenders. Hij maakte er een echte hub voor jazzliefhebbers van. Hij speelde zelf vaak op zijn piano in de bar en lokte andere jazzliefhebbers. Tot in de vroege uurtjes werden er concerten gegeven door diverse artiesten. Brenders overleed in 1969 op 65-jarige leeftijd. Zijn echtgenote Jacqueline Cambier besloot de zaak voort te zetten.
In 1985 werd het café overgelaten aan Nathalie en Jean-Louis Hennart, die het anno 2022 nog altijd uitbaten.

## Artiesten
In de tijd van Brenders werd L'Archiduc 'the place to be' voor jazz-zangers. Het koppel Hennart bleef in dezelfde lijn voortwerken na hun overname. Nog steeds wordt er bijna wekelijks opgetreden door diverse artiesten. De Brusselse zanger Arno Hintjens beschouwde het als een wekelijks adres om langs te gaan. Mal Waldron, de vaste pianist van Billie Holiday, vond er enkele jaren zijn vaste stek. Ook U2 zanger Bono trad er op.
Ook na Brenders bleef het café aantrekkingskracht uitoefenen op artiesten. In 2013 werd de zaak bekroond met een Victor, een prijs die wordt uitgereikt door het Franse blad JV. Nog steeds weet je niet wie je er kan aantreffen, zo wandelde popster Lady Gaga onverwacht binnen toen ze op promotietour was met Tony Bennett.

## Architectuur
A. Danthine zette het gebouw neer in 1892. De stijl van het gebouw verenigt elementen van neoclassicisme, neobarok en neorenaissance. De binnenkant werd ingericht door Franz van Ruyskensvelde in 1943. Het interieur is in art deco, meer bepaald in pakketbootstijl. Sinds 2006 zijn de voorgevel en de binnenkant beschermd erfgoed. Geen enkele aanpassing mag eraan gebeuren. De stoelen en booths in de bar zijn gestoffeerd met een futuristische rode, blauwe en gele tekening. Het plafond en de twee steunpilaren zijn een diep donkergroen dat in contrast staat met het overige bleke interieur. De donkerhouten bar en balustrades scheppen een huiselijke warmte.